# Бьёрклунд, Элен
Элен Бьёрклунд (швед. Eva Heléne Björklund), в девичестве — Перссон (швед. Persson; 29 сентября 1972) — шведский политик Социал-демократической рабочей партии. С 2018 года является членом Риксдага от округа Блекинге. Как депутат состоит в Комитете по обороне.

## Биография
Родилась и выросла в коммуне Сёльвесборг. Родители: Гуннар Перссон (род. 1947) и Моника Гадд (род. 1953). На 2021 год жила там же с мужем Маркусом Александерссоном и четырьмя детьми.
Окончила Кристианстадский университет. Бьёрклунд по профессии учитель.

## Политическая карьера
Бьёрклунд начала политическую карьеру как муниципальный политик в собрании муниципальных уполномоченных муниципалитета Сёльвесборг. С 2006 по 2018 год была председателем муниципального собрания, пока в 2018 году не была избрана её преемница Луиза Эрикссон.
Бьёрклунд является президентом Социал-демократической рабочей партии Швеции в округе Блекинге, где она также является членом правления.
2 июня 2021 года взяла шефство над Софьей Сапегой, российско-белорусской политической заключённой.